# Serge Gainsbourg No 2
Albums de Serge Gainsbourg
Du chant à la une !
(1958) L'Étonnant Serge Gainsbourg
(1961)
No 2 est le deuxième album de Serge Gainsbourg sorti en 1959 chez Philips.
C'est le premier album de l'artiste enregistré en son stéréophonique naissant.

## Liste des titres
Sur le LP d'origine, la face A comportait les titres 1 à 4 et la face B les titres 5 à 8.
Au cours des rééditions suivantes, les titres 9 à 12 provenant de l'EP Romantique 60 sont intégrés à l'album. Par conséquent, les versions vinyles de l'album comportent en face A les titres 1 à 6 et la face B les titres 7 à 12.
Toutes les chansons sont écrites et composées par Serge Gainsbourg, sauf indication contraire.
| No  | Titre                            | Paroles          | Musique        | Durée |
| --- | -------------------------------- | ---------------- | -------------- | ----- |
| 1.  | Le claqueur de doigts            |                  |                | 3:05  |
| 2.  | La nuit d'octobre                | Alfred de Musset |                | 3:05  |
| 3.  | Adieu créature                   |                  |                | 2:08  |
| 4.  | L'Anthracite                     |                  |                | 2:30  |
| 5.  | Mambo miam miam                  |                  |                | 2:32  |
| 6.  | Indifférente                     |                  | Alain Goraguer | 2:14  |
| 7.  | Jeunes femmes et vieux messieurs |                  |                | 2:01  |
| 8.  | L'amour à la papa                |                  |                | 2:47  |
| 9.  | Cha Cha cha du loup              |                  |                | 1:57  |
| 10. | Sois belle et tais-toi           |                  |                | 2:00  |
| 11. | Judith                           |                  |                | 2:34  |
| 12. | Laissez-moi tranquille           |                  |                | 1:52  |

## Pochette
La pochette de l'album montre Serge Gainsbourg assis avec une cigarette à la main droite, aux côtés d'un bouquet de roses rouges et d'un revolver, posés sur une table. La pochette a été reprise par le groupe Lovage pour l'album Nathaniel Merriweather Presents... Lovage: Music to Make Love to Your Old Lady By et donne à voir Dan the Automator, instigateur du projet.

## Crédits
- Arrangements, chef d'orchestre, Piano - Alain Goraguer
- Contrebasse - Paul Rovère
- Tambour - Christian Garros
- Producteur exécutif - Denis Bourgeois
- Orchestre - Alain Goraguer Et Son Orchestre

## Singles extraits de l'album
- 1959 : Le Claqueur de doigts / Indifférente / Adieu, créature / L'Amour à la papa
- 1959 : Mambo Miam miam / L'Anthracite / La nuit d'octobre / Jeunes femmes et vieux monsieurs

## Singles hors album
- 1960 : Romantique 60 (Cha Cha cha du loup / Sois belle et tais-toi / Judith / Laissez-moi tranquille)
- 1960 : Bande originale du film Les Loups dans la bergerie : Générique / Fugue / Les loups dans la bergerie / Cha cha cha du loup (instrumental) / Les loups dans la bergerie (fin)